# Lasioptera ukogi
Lasioptera ukogi är en tvåvingeart som beskrevs av Shinji 1940. Lasioptera ukogi ingår i släktet Lasioptera och familjen gallmyggor. Inga underarter finns listade i Catalogue of Life.